# WYSBYGI
WYSBYGI - akronim angielskiego zwrotu What You See Before You Get It (to co widzisz, zanim to dostaniesz), oznaczającego wizualny podgląd efektu w programie komputerowym przed ostatecznym zatwierdzeniem wyboru. Typowym przykładem WYSBYGI jest podgląd wyglądu kroju i odmiany fontu na rozwijanej liście fontów w procesorze tekstów lub programie DTP przed zastosowaniem go do wybranego fragmentu tekstu.